# Ricardo Lagos Reyes
Ricardo Raúl Lagos Reyes (Santiago de Chile, 18 de octubre de 1925 - Chillán, 16 de septiembre de 1973) fue un ingeniero comercial y político chileno, militante del Partido Socialista de Chile. Se desempeñó como alcalde de Chillán hasta su asesinato durante la dictadura militar chilena.

## Biografía
Se tituló de la carrera de ingeniería comercial en la Universidad Católica de Chile.
En 1958 se radica en la ciudad de Chillán, luego de haber residido en las ciudades de Concepción, Temuco y Punta Arenas. dedicándose a la venta de lácteos pasando más tarde a ser representante comercial de la zona sur de Chile de la empresa Colun. Emprende además otras actividades comerciales en esta ciudad.

### Vida política
A fines de la década de 1960 ingresa al Partido Socialista de Chile, participando en política como regidor de Chillán durante la alcaldía de Eduardo Contreras Mella y posteriormente, en 1971, electo como alcalde de esta ciudad. Ese mismo año fallece su esposa, Victoria Salinas, una destacada dirigente social,con quien tuvo a sus hijos Ricardo y Carlos Lagos Salinas.
Su gestión edilicia estuvo marcada por la instalación de alumbrado público, alcantarillado y urbanización de barrios de la ciudad, como también de la inauguración del destacado mural Principio y fin del autor Julio Escámez en el Edificio Consistorial. Un hecho que resume las características del alcalde fue un episodio en el que el municipio que encabezaba quedó sin fondos suficientes, lo que impedía pagar el salario de sus funcionarios. De tal manera, el alcalde Lagos Reyes respondió pagándoles de su propio bolsillo; De su gestión, se encuentra también la creación de un sindicato de camioneros pro Unidad Popular, creado para contrarrestar el Paro de octubre de 1972 en las regiones de Maule y Biobío.

### Muerte
Tras el golpe de Estado ocurrido el 11 de septiembre de 1973, el coronel del Ejército de Chile, Guillermo Toro Dávila, encargado de dirigir a la institución en la entonces Provincia de Ñuble, había asegurado al mismo alcalde que no sería removido de su puesto. Sin embargo, cinco días más tarde, Lagos Reyes fue asesinado en el patio de su vivienda de Chillán Viejo, junto a su cónyuge Alba Ojeda Grandón, quien se encontraba embarazada, y su hijo, el estudiante universitario Carlos Lagos Salinas.
Ese día, cuatro empleados de la empresa Colun estuvieron presentes en la vivienda además de la familia asesinada, quienes fueron retenidos en una bodega. La información entregada al público por personal de Carabineros de Chile, indicó que los fallecidos se habrían enfrentado al personal policial, cuando estos concurrieron a detenerlos; sin embargo, testigos de los hechos y vecinos del inmueble en que ocurrió el asesinato, desmintieron lo ocurrido ante el Informe Rettig, asegurando además, que el tránsito vehicular por la Avenida Libertador Bernardo O'Higgins, en la cual se encontraba la vivienda del alcalde, fue desviado, los efectivos policiales obligaron a los vecinos a cerrar ventanas y puertas, mientras que el acceso a la casa fue cerrado por los mismos efectivos.
Posteriormente en 1975, el hijo del fallecido alcalde, Ricardo Lagos Salinas, alto dirigente del Partido Socialista, fue detenido en la ciudad de Santiago, y actualmente engrosa la lista de detenido desaparecido.durante la dictadura militar.

### Investigación

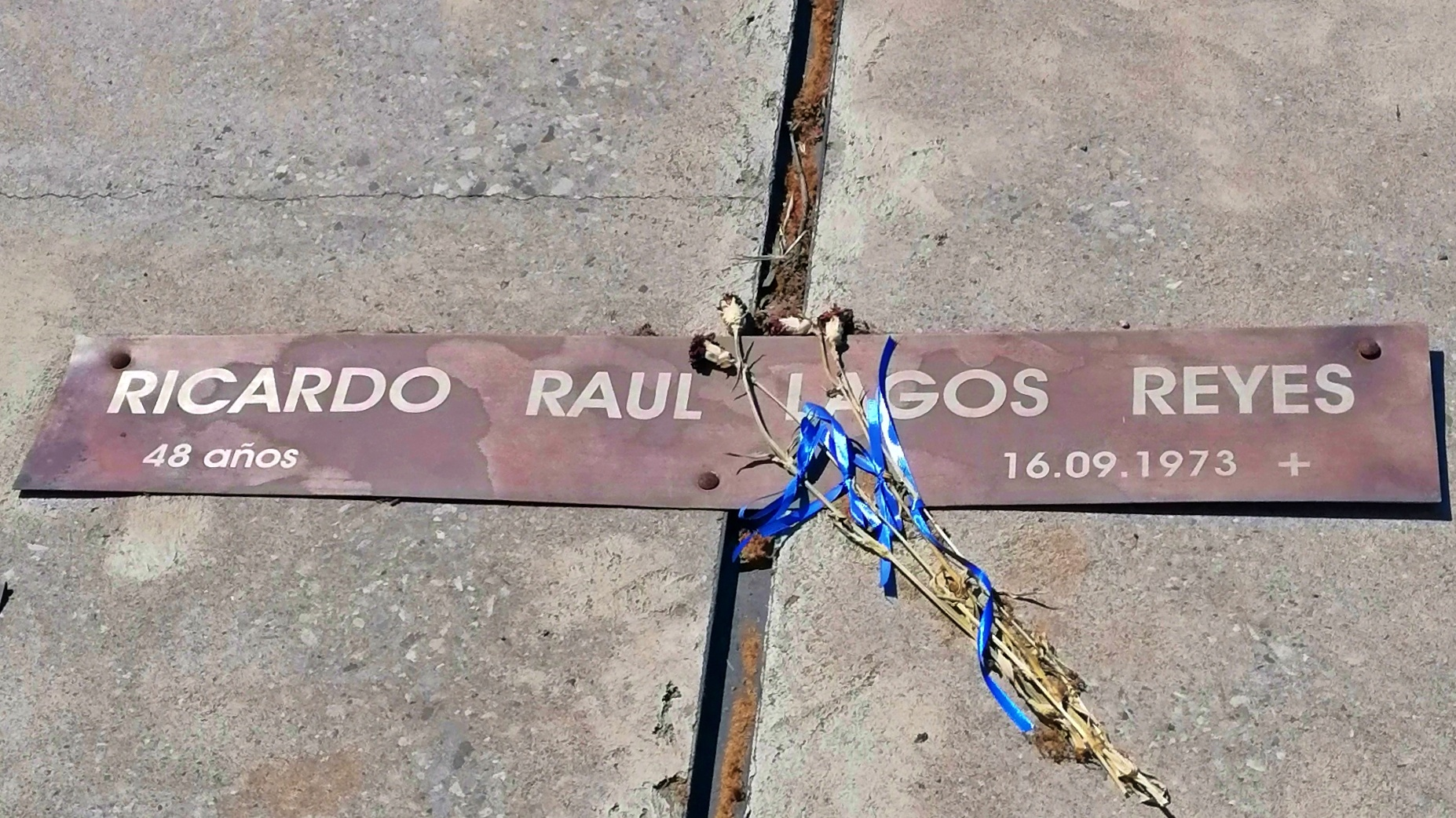
Placa con el nombre de Ricardo Lagos Reyes en memorial del Parque de la meditación de Chillán

En 2003, fue presentada una querella contra Augusto Pinochet, indicado como responsable por el asesinato de Lagos Reyes y su familia. Inmediatamente derivó en una investigación que finalizó en 2005 y dio puntapié para un juicio que, en 2008, determinó la reclusión a los tenientes coroneles de Carabineros de Chile Luis Gajardo Arenas por cinco años y Patricio Jeldes Rodríguez por tres años, ambos con beneficio de libertad vigilada, en el Penal de Punta Peuco.
En la actualidad, como homenaje, en la comuna de Chillán Viejo existe un centro comunitario con el nombre de Ricardo Lagos Reyes. Por otro lado, la residencia de Ricardo Lagos Reyes y su familia, fue demolida y convertida en una sucursal del supermercado Unimarc.